# 荷澤宗
荷澤宗，漢傳佛教禪宗宗派之一，為曹溪禪（南宗）中的北派。始於六祖惠能之徒荷澤神會，祖寺為洛陽荷澤寺。承繼曹溪六祖法脈，又被尊為禪宗七祖，但他的地位不被南宗各派所承認，因荷澤宗在洛陽一帶傳布，因此又被石頭、洪州稱為「北宗」。

## 簡介
開元二十年，神會在滑臺（今河南滑縣）大雲寺開無遮大會，辯倒神秀系統的北宗，建立曹溪宗的正統地位，現存《南宗定是非論》就是當時的記錄。《六祖壇經》最早的編輯者，應該就是荷泽門下，但現行的《六祖壇經》已經經過洪州、石頭門下改寫，加入許多不利荷澤宗的說法。
因為本宗在神會之後並沒有傑出的禪師，又因北方戰亂，後由磁州法如傳至圭峰宗密後，此宗的記載漸少。但一直到唐朝末年都還有傳承。
至十世紀，青原行思與南嶽懷讓所傳出的法系，被認為是曹溪禪門的正統，荷澤神會法脈反被淹滅不彰。因為敦煌古籍的發現，近代學者又重新發現了荷澤宗，對它的歷史地位做了重新的評價。